# Нью-Гадсон (Нью-Йорк)
Нью-Гадсон (англ. New Hudson) — місто (англ. town) в США, в окрузі Аллегені штату Нью-Йорк. Населення — 792 особи (2020).

## Демографія
Згідно з переписом 2010 року, у місті мешкала 781 особа в 285 домогосподарствах у складі 203 родин. Було 492 помешкання
Расовий склад населення:
| - 98,5 % — білих - 0,4 % — чорних або афроамериканців - 0,3 % — корінних американців |

До двох чи більше рас належало 0,6 %. Частка іспаномовних становила 1,2 % від усіх жителів.
За віковим діапазоном населення розподілялося таким чином: 26,9 % — особи молодші 18 років, 59,5 % — особи у віці 18—64 років, 13,6 % — особи у віці 65 років та старші. Медіана віку мешканця становила 39,7 року. На 100 осіб жіночої статі у місті припадало 111,1 чоловіків;  на 100 жінок у віці від 18 років та старших — 109,9 чоловіків також старших 18 років.
Середній дохід на одне домашнє господарство  становив 57 470 доларів США (медіана — 46 750), а середній дохід на одну сім'ю — 61 921 долар (медіана — 51 458). Медіана доходів становила 44 792 долари для чоловіків та 37 250 доларів для жінок. За межею бідності перебувало 12,4 % осіб, у тому числі 21,6 % дітей у віці до 18 років та 6,2 % осіб у віці 65 років та старших.
Цивільне працевлаштоване населення становило 347 осіб. Основні галузі зайнятості: освіта, охорона здоров'я та соціальна допомога — 26,5 %, виробництво — 26,2 %, будівництво — 11,2 %, роздрібна торгівля — 8,4 %.